# Easy Bully
Easy Bully ist eine deutsche Fernsehkomödie und die erste Produktion von Michael Bully Herbig. Der Film war ursprünglich nur eine Pilotproduktion und sollte nie ausgestrahlt werden. Nachdem Herbig die erste Staffel der Bullyparade drehte, jedoch eine Folge zu wenig, strahlte ProSieben Easy Bully quasi als Ersatz aus.

## Handlung
Bully möchte gerne Urlaub machen. Also packt er seinen Koffer und begibt sich zum Bahnhof ohne jedoch ein genaues Reiseziel zu haben. Nachdem er sein Ticket, trotz einiger Komplikationen, dann doch bekommen hat, beschließt er, vor der Abfahrt noch etwas zu essen. Als er, nach erneuten Komplikationen bei der Auswahl seines Essens, sich mit einem Teller Oliven zu Tisch begibt, widerfahren ihm erneut peinliche Situationen, sodass er das gesamte Restaurant auf sich hetzt. Nachdem er die Verfolger abgehängt hat, merkt er, dass sein Zug in wenigen Minuten abfährt. Er nimmt sein Ticket in die Hand und will zum Bahnsteig gehen, aber ein heftiger Windstoß weht das Ticket aus seiner Hand. Bully versucht noch hinterherzulaufen und es wieder einzufangen, aber das Ticket landet auf der Windschutzscheibe eines BMW-Fahrers, der es für einen Strafzettel hält und zerreißt.

## Hintergrund
- Als Vorbild für die von Herbig gegebenen Figuren dienten Figuren aus Sketchen, die er für TV München drehte
- Einige dieser Figuren (z. B. Bruno, Easy Bully) kommen auch in der Bullyparade vor
- Die Figur des René, dem homosexuellen Friseur, ist inspiriert durch einen Maskenbildner und war Vorbild für die (T)Raumschiff-Crew in der Bullyparade und (T)Raumschiff Surprise – Periode 1 sowie für Winnetouch in Der Schuh des Manitu
- ProSieben wurde durch Easy Bully auf Herbig aufmerksam und bot ihm an, mit Christian Tramitz und Rick Kavanian eine Comedysendung zu machen
- laut Herbig sollte der Film eine Mischung aus Mr. Bean und Forrest Gump sein
- ursprünglich war der Film nonverbal
- Der Film ist, gemeinsam mit alten Sketchen von Herbig, auf der DVD „Bully’s alter Käse“ erhältlich

## Auszeichnungen
- 1998: Nominierung für die Goldene Rose von Montreux[1]